# Leichtathletik-Weltmeisterschaften 2011/Teilnehmer (Kanada)
| Gelbes Symbol für Goldmedaillen mit stilisierten Olympischen Ringen | Graues Symbol für Silbermedaillen mit stilisierten Olympischen Ringen | Braundes Symbol für Bronzemedaillen mit stilisierten Olympischen Ringen |
| ------------------------------------------------------------------- | --------------------------------------------------------------------- | ----------------------------------------------------------------------- |
| —                                                                   | 1                                                                     | —                                                                       |

Der kanadische Leichtathletik-Verband stellte bei den Leichtathletik-Weltmeisterschaften 2011 im koreanischen Daegu 28 Teilnehmer.

## Ergebnisse

### Männer

#### Laufdisziplinen
| Sam Effah                                               | 100 m            | DNS         | DNS | DNS           | DNS           | ausgeschieden | ausgeschieden | ausgeschieden | ausgeschieden |
| Justyn Warner                                           | 100 m            | 10,33 s     | 16  | 10,47 s       | 21            | ausgeschieden | ausgeschieden |               |               |
| Bryan Barnett                                           | 200 m            | 20,75 s     | 18  | ausgeschieden | ausgeschieden | ausgeschieden | ausgeschieden |               |               |
| Jared Connaughton                                       | 200 m            | 20,83 s     | 25  | ausgeschieden | ausgeschieden | ausgeschieden | ausgeschieden |               |               |
| Andrew Ellerton                                         | 800 m            | 1:47,47 min | 24  | ausgeschieden | ausgeschieden | ausgeschieden | ausgeschieden |               |               |
| Geoffrey Martinson                                      | 1500 m           | 3:40,98 min | 17  | 3:48,83 min   | 22            | ausgeschieden | ausgeschieden |               |               |
| Alex Genest                                             | 3000 m Hindernis | 8:36,67 min | 26  |               |               | ausgeschieden | ausgeschieden |               |               |
| Matthew Hughes                                          | 3000 m Hindernis | 8:58,52 min | 34  |               |               | ausgeschieden | ausgeschieden |               |               |
| Sam Effah Gavin Smellie Jared Connaughton Justyn Warner | 4 × 100 m        | 39,28 s     | 18  |               |               | ausgeschieden | ausgeschieden |               |               |

#### Sprung/Wurf
| Athlet          | Disziplin   | Qualifikation | Qualifikation | Finale        | Finale        |
| Athlet          | Disziplin   | Weite/Höhe    | Platz         | Weite/Höhe    | Platz         |
| --------------- | ----------- | ------------- | ------------- | ------------- | ------------- |
| Dylan Armstrong | Kugelstoßen | 21,05 m       | 2             | 21,64 m       | Silber        |
| James Steacy    | Hammerwurf  | 73,32 m       | 19            | ausgeschieden | ausgeschieden |
| Scott Russell   | Speerwurf   | 77,49 m       | 19            | ausgeschieden | ausgeschieden |

#### Zehnkampf
| Athlet               | Disziplin | 100 m   | Weit- sprung | Kugel- stoßen | Hoch- sprung | 400 m   | 110 m Hürden | Diskus- wurf | Stabhoch- sprung | Speer- wurf | 1500 m      | Punkte | Platz |
| -------------------- | --------- | ------- | ------------ | ------------- | ------------ | ------- | ------------ | ------------ | ---------------- | ----------- | ----------- | ------ | ----- |
| Jamie Adjetey-Nelson | Ergebnis  | 10,97 s | 7,21 m       | DNS           | -            | -       | -            | -            | -                | -           | -           | -      | DNF   |
| Jamie Adjetey-Nelson | Punkte    | 867     | 864          | 0             | -            | -       | -            | -            | -                | -           | -           | -      | DNF   |
| Damian Warner        | Ergebnis  | 10,56 s | 7,35 m       | 13,26 m       | 2,02 m       | 50,12 s | 14,19 s      | 41,71 m      | 4,50 m           | 54,51 m     | 4:54,37 min | 7832   | 18    |
| Damian Warner        | Punkte    | 961     | 898          | 683           | 822          | 809     | 950          | 699          | 760              | 657         | 593         | 7832   | 18    |

### Frauen

#### Laufdisziplinen
| Athletin                                                    | Disziplin    | Vorlauf        | Vorlauf | Halbfinale    | Halbfinale    | Finale        | Finale        |
| Athletin                                                    | Disziplin    | Zeit           | Platz   | Zeit          | Platz         | Zeit          | Platz         |
| ----------------------------------------------------------- | ------------ | -------------- | ------- | ------------- | ------------- | ------------- | ------------- |
| Kimberly Hyacinthe                                          | 200 m        | 23,83 s        | 30      | ausgeschieden | ausgeschieden | ausgeschieden | ausgeschieden |
| Lemlem Bereket                                              | 800 m        | 2:03,62 min    | 30      | ausgeschieden | ausgeschieden | ausgeschieden | ausgeschieden |
| Perdita Felicien                                            | 100 m Hürden | 12,95 s        | 10      | 12,88 s       | 11            | ausgeschieden | ausgeschieden |
| Phylicia George                                             | 100 m Hürden | 12,84 s        | 5       | 12,73 s PB    | 4             | 17,97 s       | 7             |
| Nikkita Holder                                              | 100 m Hürden | 12,90 s PB     | 8       | 12,84 s PB    | 8             | 12,93 s       | 6             |
| Rachel Seaman                                               | 20 km Gehen  |                |         |               |               | 1:43:31 h     | 36            |
| Adrienne Power Esther Akinsulie Jenna Martin Lemlem Bereket | 4 × 100 m    | 3:27,92 min SB | 12      |               |               | ausgeschieden | ausgeschieden |

#### Sprung/Wurf
| Athletin       | Disziplin      | Qualifikation | Qualifikation | Finale        | Finale        |
| Athletin       | Disziplin      | Weite/Höhe    | Platz         | Weite/Höhe    | Platz         |
| -------------- | -------------- | ------------- | ------------- | ------------- | ------------- |
| Kelsie Hendry  | Stabhochsprung | 4,25 m        | 24            | ausgeschieden | ausgeschieden |
| Julie Labonté  | Kugelstoßen    | 18,04 m       | 18            | ausgeschieden | ausgeschieden |
| Heather Steacy | Hammerwurf     | 63,39 m       | 28            | ausgeschieden | ausgeschieden |

#### Siebenkampf
| Athletin        | Disziplin | 100 m Hürden | Hochsprung | Kugelstoßen | 200 m   | Weitsprung | Speerwurf | 800 m          | Punkte  | Platz |
| --------------- | --------- | ------------ | ---------- | ----------- | ------- | ---------- | --------- | -------------- | ------- | ----- |
| Ruky Abdulai    | Ergebnis  | 13,60 s PB   | 1,80 m     | 11,72 m     | 24,50 s | 6,30 m     | 46,35 m   | 2:15,29 min PB | 6212 PB | 12    |
| Ruky Abdulai    | Punkte    | 1036         | 978        | 643         | 933     | 943        | 790       | 889            | 6212 PB | 12    |
| Jessica Zelinka | Ergebnis  | 13,01 s      | 1,68 m     | 14,91 m     | 24,06 s | 6,16 m SB  | 39,59 m   | 2:12,62 min    | 6268    | 8     |
| Jessica Zelinka | Punkte    | 1123         | 830        | 855         | 975     | 899        | 659       | 927            | 6268    | 8     |